# Elemento seguro
Un elemento seguro (en inglés secure element) es un circuito integrado hecho a prueba de manipulación que almacena información confidencial o cifrada relacionada con el dispositivo en el que se ubica o de su usuario, aunque también puede permitir la ejecución de otros programas. Puede ser una zona de un circuito integrado de mayor tamaño o ser un chip independiente.
Se caracteriza por que la información que almacena no puede ser accedida directamente. En algunos casos, ni siquiera puede ser accedida por el propio dispositivo en el que va incluido, sino que accede a esa información un dispositivo externo —por ejemplo, un terminal punto de venta accediendo al chip NFC de una tarjeta con pago sin contacto—. Se debe negociar primeramente con la interfaz de acceso del chip como medida de proteger el contenido del elemento seguro, tras lo cual la información se devuelve cifrada. 

## NFC
El elemento seguro es una de las partes fundamentales de la tecnología NFC. Se puede encontrar normalmente como un chip dedicado instalado en la placa base de un dispositivo como un teléfono móvil, en un elemento externo como por ejemplo una tarjeta de memoria flash, o en la circuitería de algunos dispositivos como la propia tarjeta SIM usada en móviles.
El elemento seguro de NFC se usa principalmente para autenticar las transacciones de pago sin contacto a través de tarjetas de crédito, móviles y relojes con chip NFC. La gestión del elemento seguro en dispositivos móviles se basa en la arquitectura de emulación de una tarjeta anfitriona (HCE), que es una implementación netamente lógica frente a la solución física de otros elementos seguros. En HCE se basan sistemas de pago sin contacto como Apple Pay y Google Pay, entre otros.

## Elemento seguro en dispositivos móviles
El elemento seguro es una parte fundamental del día a día de muchos teléfonos inteligentes y otros dispositivos que utilizan procesadores que integran un elemento seguro. En estos dispositivos no se encarga solo de la autenticación de la conexión NFC para pago sin contacto sino que también se usa para otros usos, como por ejemplo la raíz de confianza de la criptografía del dispositivo, el desbloqueo facial o dactilar del mismo, etc.
Apple hace una implementación del elemento seguro integrándolo directamente en una zona especial de sus procesadores considerándolo como un coprocesador del principal en los iPhone y otros dispositivos denominado Secure Enclave (enclave seguro), o directamente como un coprocesador en sus Mac. El procesador de elemento seguro dispone de su propia ROM y arranque por separado del procesador principal, con su propio generador de números aleatorios, y define la raíz de confianza del sistema de encriptación de los dispositivos de Apple que los usa.
En el caso de los procesadores Snapdragon de Qualcomm, el elemento seguro es denominado por la compañía como unidad de procesamiento seguro (SPU), y está presente en diversos sistemas en chip de los últimos años como el Snapdragon 865+. La SPU se encarga de gestionar la autenticación del usuario guardando información sensible como huellas dactilares, de iris, voz o facial, evitando que pueda ser accedida incluso por el propio sistema operativo.